# Chemins de Compostelle
Pour les articles homonymes, voir Chemin (homonymie).

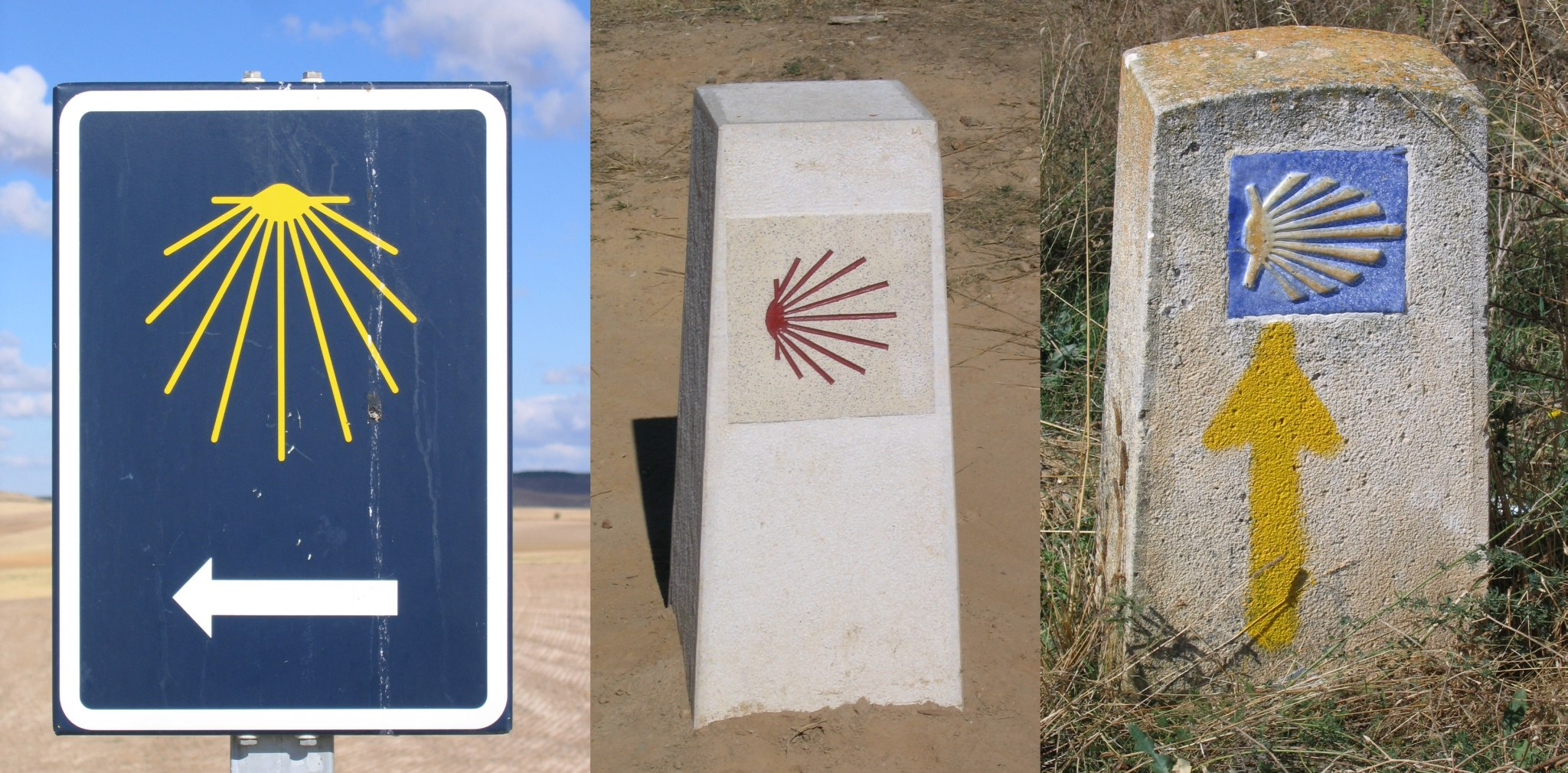
Exemples de balisage des chemins de Compostelle.

Les chemins de Compostelle sont les itinéraires empruntés par les pèlerins pour se rendre à Saint-Jacques-de-Compostelle.

## Itinéraires historiques

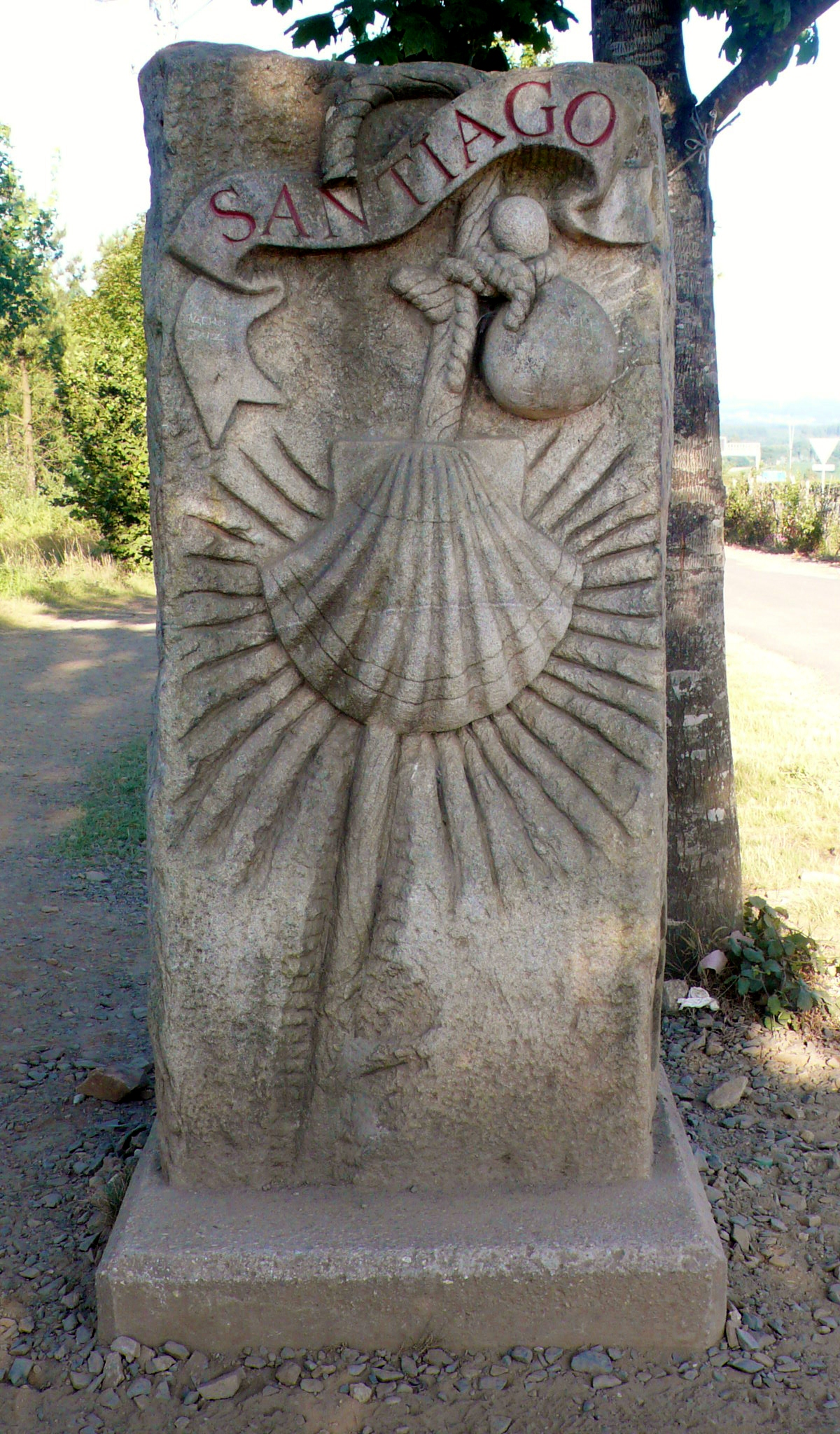
Borne marquant l'entrée dans le municipio de Saint-Jacques-de-Compostelle.

Les quatre principaux itinéraires historiques sont très sommairement évoqués dans le Codex Calixtinus, par les principales villes ou lieux remarquables traversés :

« Il y a quatre routes qui, menant à Saint-Jacques, se réunissent en une seule à Puente la Reina, en territoire espagnol ; l’une passe par Saint-Gilles du Gard, Montpellier, Toulouse et le Somport ; une autre par Notre-Dame du Puy, Sainte-Foy de Conques et Saint-Pierre de Moissac ; une autre traverse Sainte-Marie-Madeleine de Vézelay, Saint-Léonard-de-Noblat en Limousin et la ville de Périgueux ; une autre encore passe par Saint-Martin de Tours, Saint-Hilaire de Poitiers, Saint-Jean d’Angély, Saint-Eutrope de Saintes et la ville de Bordeaux. »

« La route qui passe par Sainte-Foy, celle qui traverse Saint-Léonard et celle qui passe par Saint-Martin se réunissent à Ostabat et après avoir franchi le col de Cize, elles rejoignent à Puente la Reina celle qui traverse le Somport ; de là un seul chemin conduit à Saint-Jacques. »

Le dernier Livre du Codex Calixtinus ne décrit que le chemin en Espagne. En Aquitaine du XIIe siècle, il ne donne qu'une liste de sanctuaires balisant très imparfaitement les quatre routes qu'il mentionne dès la première ligne.

## Itinéraires modernes

### Itinéraire culturel européen
Ce n'est qu'après la définition des Chemins de Compostelle comme premier itinéraire culturel européen, officialisé en 1987 que de véritables itinéraires et chemins sont plus ou moins arbitrairement tracés et balisés en Europe.

### Patrimoine mondial
Le Camino francés d'Espagne (cf. infra) est inscrit au patrimoine mondial de l'UNESCO en 1993.
La situation de la France n'est pas comparable à celle de l'Espagne. Un dossier est présenté à l'UNESCO sous le titre général Les chemins de Saint-Jacques-de-Compostelle en France mais seulement 71 édifices ou ensembles architecturaux et 7 tronçons du GR 65 sont inscrits le 5 décembre 1998.

## Les cheminements en Europe

### France

Chemins de Compostelle contemporains en France, tracés à partir des années 1970 sur la base des lieux mentionnés par le Guide du pèlerin et d'hypothèses locales.

En France, depuis la fin du XIXe siècle, l'habitude est prise de ne considérer que les quatre chemins indiqués dans le Codex Calixtinus, traduit en 1938 avec le titre contemporain, inexistant dans le manuscrit, de Guide du pèlerin.
Les quatre chemins contemporains sont tracés à partir des années 1970, sous l'impulsion de la FFRP (Fédération française de la randonnée pédestre) et de la Société des Amis de Saint-Jacques. Ils passent par les grands sanctuaires qui bornent la Grande Aquitaine, Tours, Vézelay, Le Puy-en-Velay, Arles, mentionnés dans le Codex Calixtinus.

#### Chemin Estelle
Au nord de la France, le chemin de Saint-Jacques part de la cathédrale Notre-Dame d'Amiens passe par Folleville et Chantilly d'où l'on rejoint le chemin Estelle venant de Compiègne avant de gagner Paris.
Une variante partant d'Amiens, permet en passant par Conty, Crèvecœur-le-Grand, Beauvais, Mantes-la-Jolie, Chartres, de gagner Tours.
Le Chemin Estelle est la continuation de la via Gallia Belgica qui part de Belgique et passe par Bavay, Maubeuge, Landrecies, Le Cateau-Cambrésis, Bohain-en-Vermandois. À partir de Saint-Quentin, le Chemin Estelle passe par Ham, Noyon, Compiègne, Senlis et de là, par Chantilly, on gagne Paris.

#### Via Turonensis: par Tours
La via Turonensis (1 460 km) passe par Tours, d'où son nom, et par Paris. Selon les indications de la plaque donnée par l'Espagne à la ville de Paris en 1965, les pèlerins se rassemblent à l'église Saint-Jacques-la-Boucherie à Paris, dont subsiste la tour Saint-Jacques, l'une des plus anciennes paroisses de la ville. L'itinéraire cycliste EuroVelo 3 s'inspire de la via Turonensis, en privilégiant les variantes modernes cyclables.
Les pèlerins en provenance de Picardie, du Ponthieu, des Flandres, du Hainaut, des Pays-Bas, de Scandinavie ainsi que les Champenois, les Belges et les Allemands prennent ce chemin, depuis ses origines. Ils rejoignent ceux qui partent de Paris et empruntent la rue Saint-Jacques, le faubourg Saint-Jacques et la Rue de la Tombe-Issoire. C'est le « Chemin de Tours ». En effet, une étape majeure est la basilique Saint-Martin de Tours haut lieu de pèlerinage à partir de la fin du Ve siècle puisque Clovis a choisi saint Martin comme saint patron du royaume des Francs et de la dynastie des Mérovingiens.
Le pèlerinage de Tours est déclaré aussi important que le pèlerinage de Rome par le concile de Chalon en 813. Il apparaît dans des récits de pèlerins médiévaux comme « grand chemin de Saint-Jacques ». Il présente une certaine réalité historique de chemin de pèlerinage, tout en ayant été utilisé par quantité d'autres voyageurs. Il traverse Paris, passe soit par Chartres, soit par Orléans et franchit la Loire. Sans difficulté particulière de relief, il permet au randonneur ou au pèlerin de cheminer sous un climat tempéré, selon la saison.

#### Via Lemovicensis: par Limoges
La via Lemovicensis (1 750 km), passe par Limoges, d'où son nom, ainsi que par Périgueux. Son point de départ est la basilique Sainte-Marie-Madeleine, à Vézelay en Bourgogne.
Il traverse soit Bourges, soit Nevers, au choix, les deux branches se rejoignant à Éguzon. Saint-Léonard-de-Noblat et Saint-Sever, en sont des étapes notables. Il est souvent désigné comme le « Chemin de Vézelay. » L'itinéraire est aménagé dans les années 1990.

#### Via Podiensis: du Puy-en-Velay
La via Podiensis (1 530 km), qui tire son nom du Puy-en-Velay, lieu de pèlerinage marial. Ce chemin est balisé GR 65, dès Genève. Le trajet préambulaire Genève-Le Puy est appelé via Gebennensis. Il y a deux autres trajets préambulaires : Cluny-Le Puy et Lyon-Le Puy. Il est désigné comme le « Chemin du Puy ». Au Puy-en-Velay, il est nommé « le Saint-Jacques ».

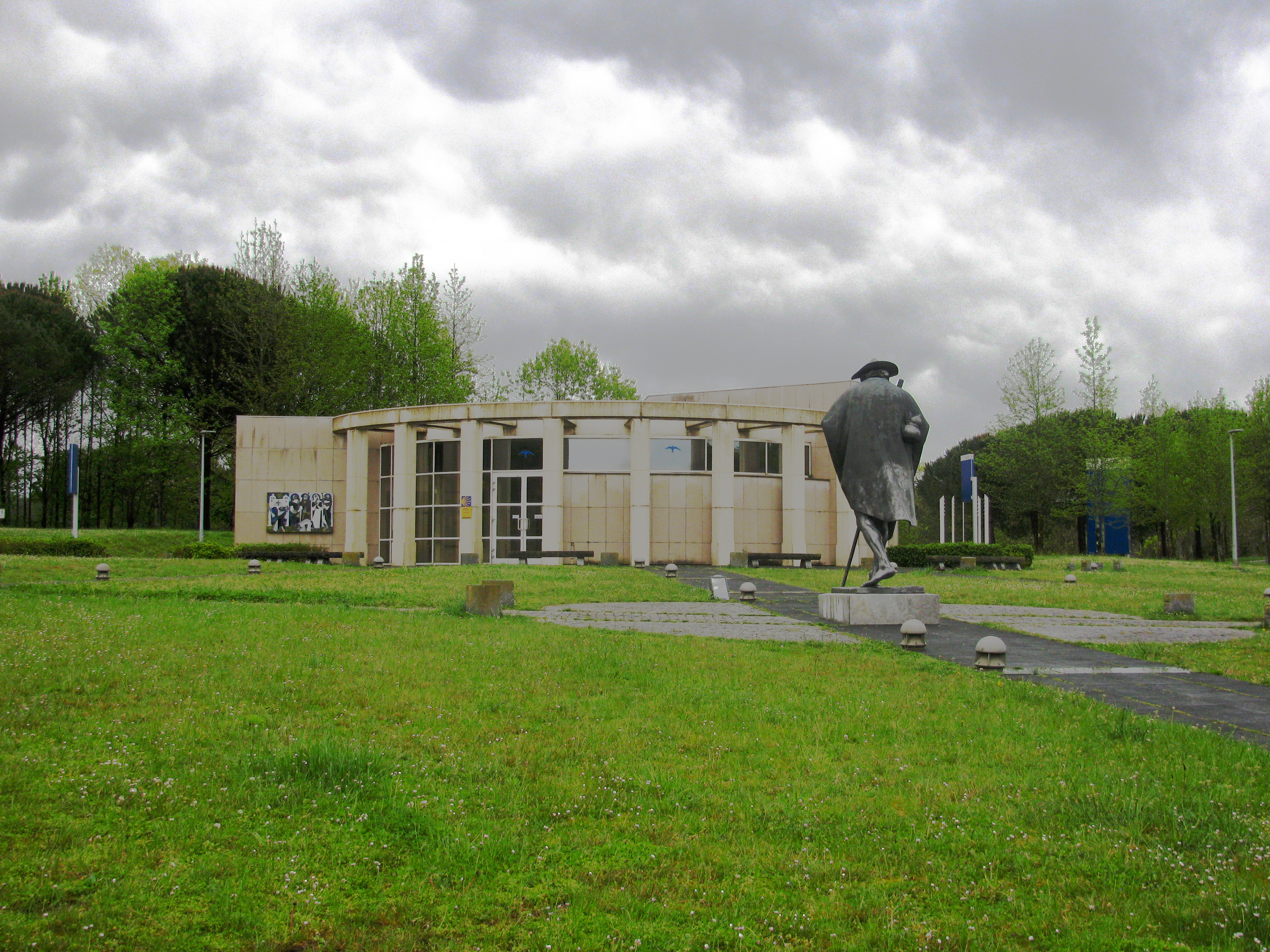
Muséum du chemin de Saint-Jacques à l'aire d'Hastingues (Landes) sur l'autoroute A64.

#### Via Tolosana: par Toulouse
La via Tolosana passe par Toulouse : d'où son nom. Elle s'est également appelée via Arelatensis, en référence au sanctuaire d'Arles. Elle a aussi comme nom via Aegidiana, ou route de Saint-Gilles, du nom du sanctuaire de Saint-Gilles du Gard. Ce chemin rejoint l'Espagne par le col du Somport. Il est souvent désigné comme le « Chemin d'Arles ».
La via Tolosana est précédée par :
- la via Domitia (ou GR 653D), qui va du col de Montgenèvre à Arles, appelée aussi la via Francigena par les Italiens puisqu'elle passe en France ;
- la via Aurelia (ou GR 653 A), qui va de Menton à Arles. Cette voie est balisée et ouverte officiellement en juin 2010.

La via Tolosana possède une variante parallèle, le chemin du Piémont ou « El cami deu pé de la coste ( ou GR 78 ) », qui reçoit les pèlerins du début de la via Tolosana au niveau de Narbonne. Cet itinéraire continue ensuite par Carcassonne, Alairac, Arzens,  Fanjeaux, Mirepoix, Saint-Lizier, Saint-Bertrand-de-Comminges, L'Escaladieu, pour rejoindre le chemin d'Arles à Oloron-Sainte-Marie. Au-delà du col du Somport, le pèlerin entre en Espagne par le Camino aragonés, ainsi nommé puisqu'il rejoint l'Aragon.

#### Jonctions des voies françaises
La via Turonensis et la via Lemovicensis font leur jonction dans les Pyrénées-Atlantiques à Saint-Palais, peu avant Uhart-Mixe, où la via Podiensis les rejoint au lieu-dit fameux du « Carrefour de Gibraltar. » Ce dernier ne doit rien à la dénomination du célèbre rocher méditerranéen, c’est simplement une déformation phonétique du sanctuaire de Saint-Sauveur, sur la colline. Chabaltore en basque, devient Chibaltare, Chibraltare et enfin Gibraltar. En 1964, le docteur Clément Urutibehety, promoteur local des chemins de Compostelle, fait poser à ce carrefour une stèle discoïdale provenant d'un ancien cimetière.
Les Camino navarro et Camino aragonés se rejoignent ensuite à Puente la Reina, finissant la jonction des quatre chemins français. La poursuite du chemin prend, à partir de ce village espagnol, le nom de Camino francés.
La traversée de la frontière entre la France et l'Espagne se fait soit par le col de Bentarte (ceb), avant le col de Lepœder ; soit par Luzaide / Valcarlos avant le col de Roncevaux, en hiver ou en cas de mauvais temps, lorsque le premier est fermé (généralement : du 1er novembre au 31 mars). La suite de cette partie du Camino francés prend le nom de Camino navarro, selon les acceptions : soit dès Roncevaux, soit dès la frontière espagnole (au lieu-dit « La fontaine de Roland »), soit à Saint-Jean-Pied-de-Port (dernière étape française), soit à la jonction d'Ostabat, voire dès l'entrée en Basse-Navarre.

#### Autres itinéraires français
Il existe aussi des chemins de traverse qui permettent aux pèlerins de se rendre dans des lieux de pèlerinages, comme :
- le chemin de Conques à Toulouse ;
- la voie de Soulac ;
- la voie des Plantagenêts, chemin en provenance du Mont Saint-Michel traversant l'Anjou en passant par Angers, qui continue vers le sud en direction de Poitiers ou de Saint-Jean-d'Angély, où cette voie rejoint celle de Tours.

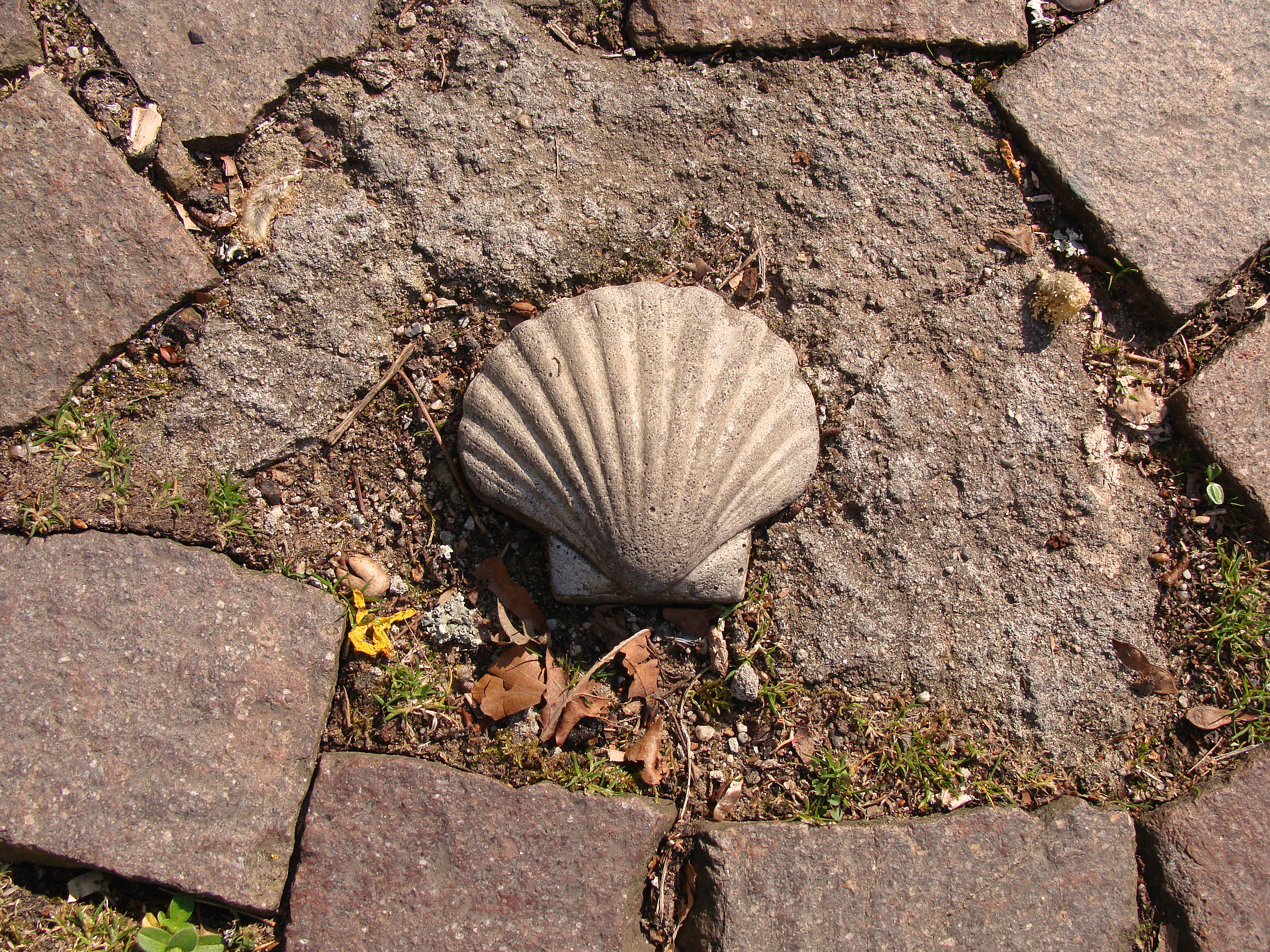
Sculpture d'une coquille du chemin de Saint-Jacques de Compostelle à la chapelle Sainte-Croix de Forbach.

Différents chemins en provenance d'autres pays, comme l'Allemagne ou le Luxembourg, traversent la Lorraine ou l'Alsace. Parmi eux :
- le chemin en provenance de Sarre (Allemagne), qui passe par la chapelle Sainte-Croix de Forbach, l'abbatiale Saint-Nabor de Saint-Avold, Seingbouse, Metz, Toul (qui collecte également une partie des pèlerins en provenance d'Alsace via Saint-Nicolas-de-Port et désirant emprunter les chemins de Bourgogne) et Langres[5] ;
- le chemin en provenance du Bade-Wurtemberg, qui passe par Strasbourg et par le Mont Sainte-Odile ;
- le chemin en provenance d'Aix-la-Chapelle, qui passe par Maastricht, Liège, Bruxelles, Tournai, Douai, Arras, Amiens, Compiègne et Paris.

### Espagne
En Espagne, le chemin le plus utilisé regroupe les itinéraires venant d'Europe dans les Pyrénées. Il prend le nom de « Camino francés » puisqu'il est emprunté par les « Francos », sans distinction de nationalité.
Ce chemin est aussi appelé la « Ruta interior », par opposition à la « Ruta de la costa » ou « Camino del Norte », chemin historique des pèlerins espagnols comme européens, avant que les rois catholiques ne favorisent le pèlerinage par les terres du Royaume de Castille.

#### Les chemins espagnols les plus utilisés
Le chapitre de la cathédrale de Saint-Jacques-de-Compostelle considère comme chemins (rutas) les plus utilisés par les pèlerins :

Pèlerinage de Saint-Jacques chemins contemporains en France et Camino francés.

- le Camino francés (Chemin français), au départ soit de Saint-Jean-Pied-de-Port soit de Roncevaux soit du Somport soit de Puente la Reina, selon l'inclusion (ou non) du Camino navarro et du  Camino aragonés. Il traverse principalement les villes de Pampelune, de Logroño, de Burgos, de León, d'Astorga puis entre en Galice par le village montagnard d'O Cebreiro ;
- le Camino del Norte (Chemin du Nord dit « côtier »), qui longe la côte cantabrique depuis le Pays basque, passant par San Sebastian, Santander et Oviedo ;
- le Camino primitivo (Chemin du Nord dit « primitif »), historiquement le premier. Il s’agit du parcours utilisé par le premier roi pèlerin, Alphonse II (IXe siècle), venu constater depuis Oviedo qu’il s’agissait bien du tombeau de l’apôtre Jacques le Majeur ;
- le Camino inglés (Chemin anglais), qui commence soit au Ferrol soit à La Corogne, port de débarquement des pèlerins anglais arrivant par bateaux et poursuivant leur pèlerinage à pieds ;
- le Camino portugués (Chemin portugais), qui comprend plusieurs itinéraires, l'un par la côte via la province de Pontevedra et un autre de l'intérieur via la province d'Ourense, qui se confond à Orense avec la vía de la Plata ;
- la Vía de la Plata (Route de l'argent), qui vient d'Andalousie, prend plusieurs noms suivant des ramifications qui, soit mènent au Camino francés, soit comme l'entend le chapitre de la cathédrale après Zamora, entrent en Galice par la province d'Orense et rejoignent le Chemin portugais de l'intérieur ;
- Le Camino de Levante (es) ou Ruta Jacobea Levantina, qui commence à Valencia et rejoint la vía de la Plata à Zamora.

#### Les autres chemins espagnols
D'autres voies parcourent l'Espagne, au départ de Barcelone, de Madrid, de Séville, etc., pour rejoindre le « Camino francés ». Un chemin provient aussi du Portugal. Ces itinéraires secondaires de la péninsule Ibérique rejoignent, en différents lieux, l'un des chemins principaux ci-dessus pour arriver à Saint-Jacques-de-Compostelle :
- la Voie du Baztan, voie antique qu'empruntaient les pèlerins descendus à Bayonne, soit le long de la côte sur la voie de Soulac, soit parce qu'ils y débarquaient, pour rejoindre le Camino francés le plus rapidement possible, dès Pampelune ;
- la Voie de Bayonne, Ruta de Bayona (es) ou Camino vasco del interior (es), qui part de Bayonne en France et se dédouble à Estavillo-Estabelu (Armiñón) pour rattraper le Camino francés à Burgos ou à Santo Domingo de la Calzada ;
- la Voie du Besaya, Ruta del Besaya (es), qui part de Santander et rattrape le Camino francés à Carrión de los Condes ;
- le Camino de Invierno (Chemin d'hiver), qui dévie le Camino francés à Ponferrada et contourne O Cebreiro avant de rejoindre la vía de la Plata à A Laxe, près de Lalín.

Certains itinéraires sont des sections d'un chemin principal, tels :
- le Camino navarro (Chemin navarrais), qui est le tronçon initial du Camino francés, traversant l'ex-Royaume de Navarre;
- le Camino aragonés (Chemin aragonais), qui est une variante du tronçon initial du Camino francés, via le col du Somport, pour les pèlerins en provenance du chemin d'Arles.

Il existe aussi des chemins connexes, tels que :
- le Camino de Fisterre, de Muxía vers Saint-Jacques ; cet itinéraire, utilisé dans le sens de Saint-Jacques-de Compostelle vers l’Océan Atlantique, est un chemin hérétique, au regard du pèlerinage chrétien.

### Portugal
- Lisbonne est le point de départ obligé du chemin vers Saint-Jacques-de-Compostelle, passant par Coimbra, Porto ;
- Un autre chemin se situe plus à l'est, au départ de Faro, à l'extrême sud du pays ; il gagne le nord par Évora, Castelo Branco, et Guarda.

### Autres pays européens

#### Allemagne
Les chemins Saint-Jacques en Allemagne sont balisés depuis 1992.

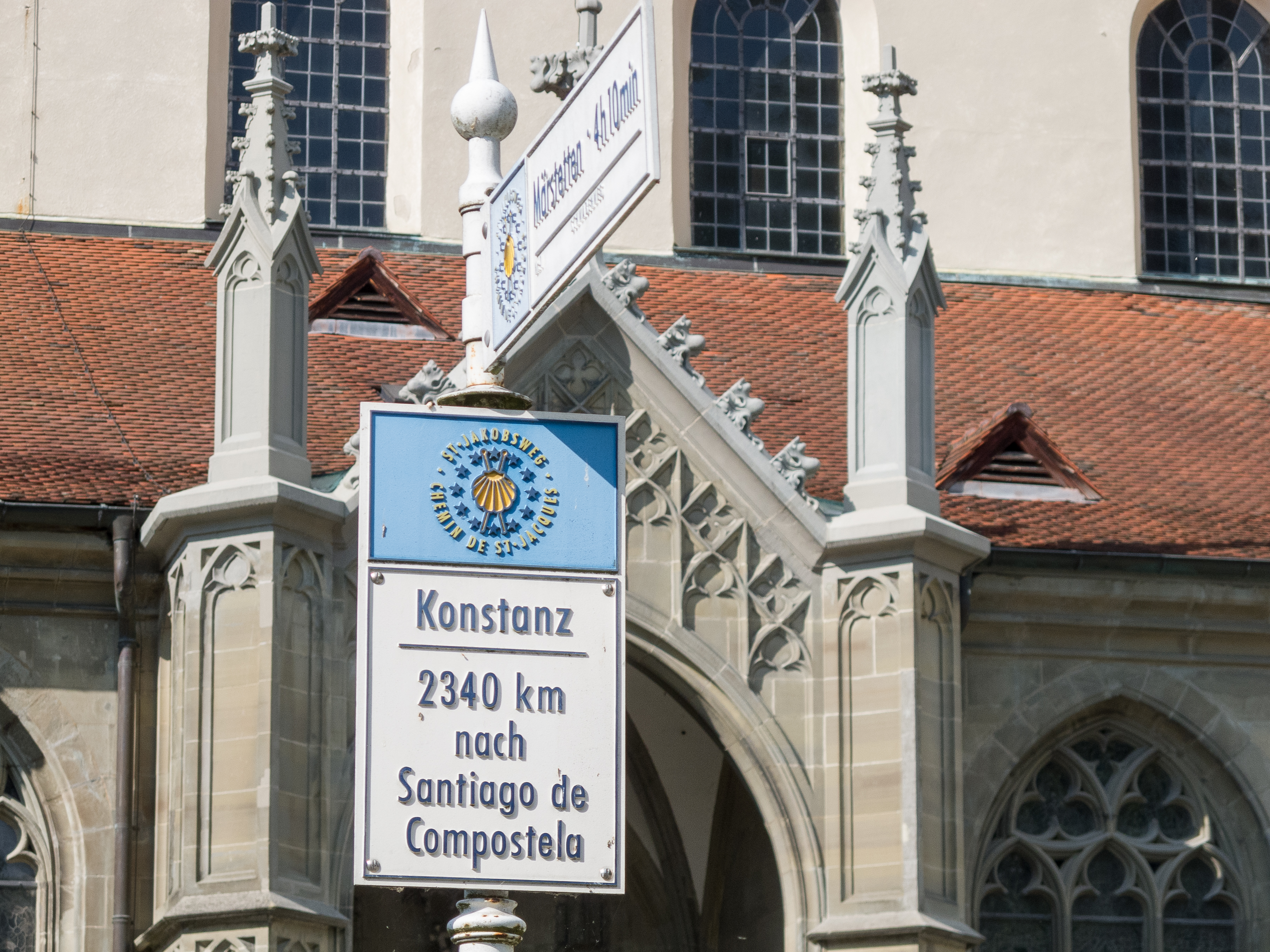
Signalisation au pied de la cathédrale Notre-Dame de Constance.

- Le pasteur Paul Geissendörfer, aidé par six communautés de Saint-Jacques, réalisa en 1992 un premier tracé de Nuremberg vers Rothenburg ob der Tauber. Ce chemin fut étendu jusqu’en 1995, en collaboration avec les associations Fränkischer Albverein et Oberpfälzer Waldverein pour devenir le Chemin de Saint-Jacques de Franconie (de), allant de Tillyschanz à Rothenburg ob der Tauber, en passant par Schwandorf, puis Nuremberg et Heilsbronn[7]. Le tracé correspond précisément à celui mentionné dans deux descriptions sur le chemin des pèlerins de Saint-Jacques de Nuremberg par Ulm vers Constance, datant de la fin du Moyen Âge. Les détails du tracé sont aussi inspirés par l’historique Reichsstrasse (route du Saint Empire) et furent élaborés selon la réglementation du conseil de l’Europe[1].
- Depuis 1999, les chemins historiques des pèlerins de Saint-Jacques en Rhénanie et en Westphalie sont identifiés pas les associations territoriales de ces régions. Il y a le Jakobsweg Köln-Trier-Metz (chemin de Saint-Jacques Cologne-Trèves-Metz) qui commence dans la ville de Cologne, avec une branche depuis Bonn, pour traverser le massif de l’Eifel vers Trèves en passant par Bad Münstereifel. Ensuite le tracé continue en vallée de Moselle vers Perl/Schengen au triangle Luxembourg-France-Allemagne, pour finalement atteindre Metz[8].
- En mai 2003, fut inauguré le Chemin de Saint-Jacques de Munich (de) qui débute au Monastère St. Jakob am Anger (de) à Munich, pour aller à Brégence sur le lac de Constance, faisant la jonction avec Rohrschach en Suisse et les chemins de Saint-Jacques suisses[9].
- Un premier chemin historique pour pèlerins fut également identifié en 2003 dans les nouveaux Länder (anciennement RDA) qui ont joint la République Fédérale d’Allemagne en 1990. Il s’agit du tracé du via Regia entre Görlitz et Vacha. À cet endroit fut raccordé entre 2009 et 2013 le sächsiche Jakobsweg (chemin de Saint-Jacques de Saxonie) qui suit l’historique Route des Francs et la Via Imperii reliant Bautzen et Königsbrück avec Hof, puis les chemins de Saint-Jacques du Vogtland et du Silberberg[10].
- Depuis le Nord de l’Allemagne sont élaborés les chemins des pèlerins de Saint-Jacques depuis 2005, dont les tracés principaux via Baltica de l’île d’Usedom vers Osnabrück et la via Jutlandica de Frederikshavn vers Glückstadt. Ce dernier chemin concrétisant la collaboration des autorités danoises et allemandes.
- La région de Hesse comprend quatre tracés pour les pèlerins de Saint-Jacques[11]. L’un s’oriente sur l’ancienne route commerciale entre Leipzig et Francfort-sur-le-Main. Un autre va d'Eisenach vers Cologne par Marbourg et Siegen en empruntant le sentier d'Élisabeth (de). Un troisième débute à Wetzlar pour continuer en tant que Lahn-Camino (de) par Coblence jusqu’à Bingen-sur-le-Rhin[12]. Un autre sentier d’Elisabeth va de Francfort par Wetzlar jusqu’à Marbourg.
- Une autre branche va de Francfort en traversant la Rhénanie-Palatinat par Mayence, puis Bingen vers Trèves en empruntant l’historique voie romaine d’Auson en passant par le massif du Hunsrück[13].

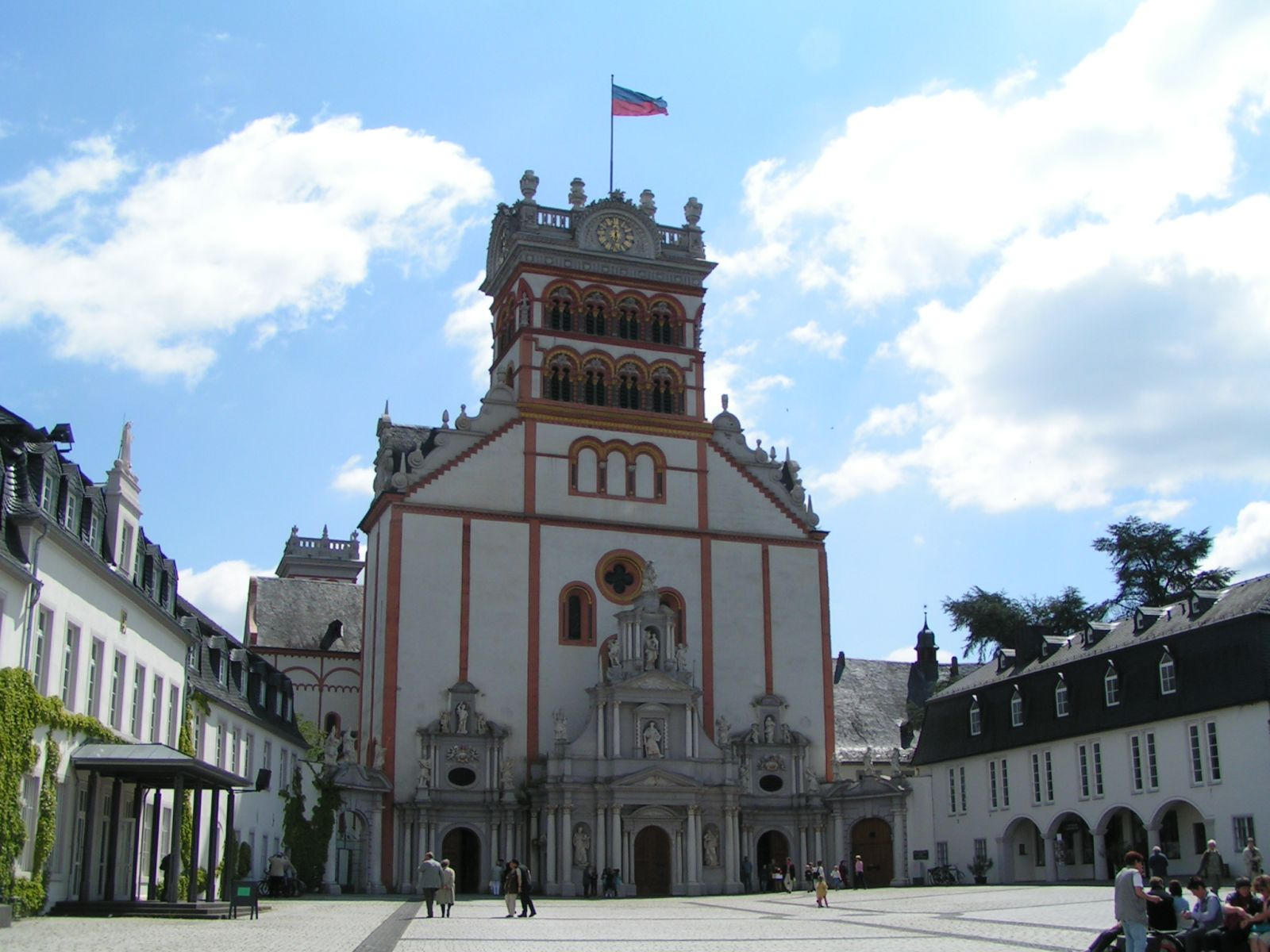
Abbaye bénédictine Saint-Matthias de Trèves.

- Également en Rhénanie-Palatinat se trouve l'Eifel-Camino qui emprunte les routes historiques de l’Eifel depuis Andernach-Namedy en vallée du Rhin jusqu’à l’abbaye Saint-Matthias de Trèves[14]. Une autre variante est constituée par le tracé du Mosel-Camino (de) qui s’oriente sur les anciennes voies en vallée de la Moselle pour relier Coblence-Stolzenfels également avec l’abbaye Saint-Matthias de Trèves[15]. À cet endroit débute le chemin de Saint-Jacques Trèves-Vézelay pour ainsi constituer la liaison avec le réseau des chemins en France et en Espagne[16].

#### Angleterre
En Cornouailles, le chemin vers Saint-Jacques-de-Compostelle débute à Saint Michael's Mount.
Quel que soit le point de départ dans le sud de l'Angleterre, la majorité des pèlerins qui choisissent de passer par la France traversent la Manche et rejoignent le plus souvent la via Turonensis, par diverses branches affluentes :
- depuis le mont Saint-Michel, via Rennes, Nantes jusqu'à Bordeaux ou via Angers, Parthenay, jusqu'à Aulnay ou via Angers jusqu'à Poitiers ;
- depuis Paimpol, via Nantes jusqu'à Bordeaux ;
- depuis Saint-Mathieu de Fine-Terre, via Quimper et Nantes jusqu'à Bordeaux ;
- depuis Caen jusqu'à Tours ;
- depuis Dieppe, via Rouen et Chartres jusqu'à Tours ;
- depuis Calais, via Boulogne-sur-Mer, Abbeville et Amiens jusqu'à Paris.

Un grand nombre de pèlerins au départ d'Angleterre allaient sans doute directement en bateau à La Corogne en Espagne.

#### Autriche
Deux sentiers principaux traversent l'Autriche. D'abord, un qui débute à Vienne et qui se dirige vers Linz puis descend près de la frontière avec l'Allemagne jusqu'à Salzbourg, puis Innsbruck et ensuite continuant en Suisse. De Linz à Innsbruck, il faut compter environ 345 km. Ce parcours est relativement plat jusqu'à Salzbourg, puis le sentier continue dans les Alpes autrichiennes mais il reste dans les vallées. Le point de départ du second parcours est Graz pour se diriger vers Innsbruck. Le parcours étant plus au sud de l'Autriche, il est davantage dans les montagnes. Le sentier de Compostelle en Autriche a été rénové et balisé il y a environ 20 ans.

#### Belgique
En Belgique, se trouve la via Brabantica et sa continuation en Wallonie la via Gallia Belgica, la via Mosana (dont sa prolongation par la via Monastica), la via Arduinna (liaison venant d'Aix la Chapelle à Vitry-le-François vers Vezelay) en passant, soit par Liège ou Malmedy et traversant l'Ardenne (elle est balisée depuis Malmedy) et d'autres variantes.

#### Croatie
La route de la Croatie débute à Zagreb, passe par Ljubljana, Trieste, Venise et Parme et rejoint la route d'Italie.

#### Danemark
C'est à partir des XIIe et XIIIe siècles que les pèlerinages vers Saint-Jacques-de-Compostelle débutent :
- les villes traversées sont Århus, Flensbourg, Hambourg, Aix-la-Chapelle, Namur, Rocroi, Paris.

Pour les pèlerins du nord, le signe de reconnaissance est non seulement la coquille mais aussi des médailles, très souvent à l'effigie de saint Léonard de Noblat, où celui-ci tient le livre de l'Évangile. À ses pieds se trouve un fou ou un prisonnier enchaîné (datant du XIVe siècle).

#### Hongrie
En Hongrie, il existe deux chemins :
- le premier suit la route du Nord et notamment la boucle du Danube : il part de Budapest, Esztergom, Győr, Lébény, Sopron, puis Vienne, Linz, Vöcklabruck, Salzbourg, Munich, Ulm, Villingen-Schwenningen, Bâle, Besançon, etc. ;
- le second, suit la route de l'ouest, passe par Kőszeg.

#### Italie
Pour la partie sud des chemins, en Italie, il existe deux chemins. Ils partent tous deux de Bari :
- le premier longe la Mer Adriatique, en passant par les villes de Pescara, Ancône, Rimini, Forlì, puis Bologne, Modène, Parme, Plaisance, Turin, Briançon ;
- le second longe la mer Tyrrhénienne, en passant par Naples, le Mont Cassin, Rome, Viterbe, Sienne, Lucques, La Spezia, Gênes, Menton, Nice.

Il existe un sentier de Saint-Jacques en Sardaigne, inspiré du culte de ce saint dans l'île, qui a concerné de nombreuses communes, et qui est devenu un lieu réputé de la randonnée dans les îles de Méditerranée.

#### Malte
En 1602, le grand maître Alof de Wignacourt délivre des instructions de passage sûr (la credentiale) à Don Juan Benegas depuis la grotte Saint-Paul, à Rabat, pour visiter des lieux saints en Europe, notamment Saint-Jacques en Galice (comme indiqué dans une entrée du Liber Bullarum de le début du XVIIe siècle),.
Le Camino Maltés s'étend sur environ 3 600 km et relie Malte à la Sicile (via le Cammino di San Giacomo en Sicile), à la Sardaigne (via le Cammino di Santu Jacu), à Barcelone (Camino Catalán) et enfin à Saint-Jacques-de-Compostelle.
Le segment maltais de l'itinéraire est long d'environ 35 km. Il commence à la grotte Saint-Paul, lieu où la tradition maltaise raconte que saint Paul a passé un séjour de trois mois sur l'île après son naufrage sur la côte maltaise. Il se conclut au Fort Saint-Ange, où les pèlerins prennent le ferry pour la Sicile.

#### Pays-Bas
Aux Pays-Bas, il existe deux trajets principaux vers Saint-Jacques-de Compostelle. L'un part de Groningue et l'autre de Haarlem. Les villes traversées ensuite sont :
- à l'ouest : Bréda, Anvers, Bruxelles, Tournai, Valenciennes, Cambrai, Amiens et Paris, d'où on rejoint le Chemin de Tours ou via Turonensis ;
- à l'est : Nimègue, Maastricht, Liège, Namur, Rocroi, d'où on rejoint le Chemin de Vézelay ou Via Lemovicensis par Reims et Vézelay, ou la via Turonensis par Laon et Paris.

#### Pologne
En Pologne, il existe trois chemins :
- l'un vient de Sandomierz et Cracovie (Chemin de Petite-Pologne) et rejoint Prague, en passant par Olomouc ;
- un autre part de Varsovie et rejoint Toruń, Poznań, Leipzig, Coblence ;
- enfin le dernier part de Gdańsk et passe par Szczecin, Berlin, rejoint Magdebourg, Göttingen, Kassel, Marbourg, arrive à Luxembourg et Paris.

#### Suisse

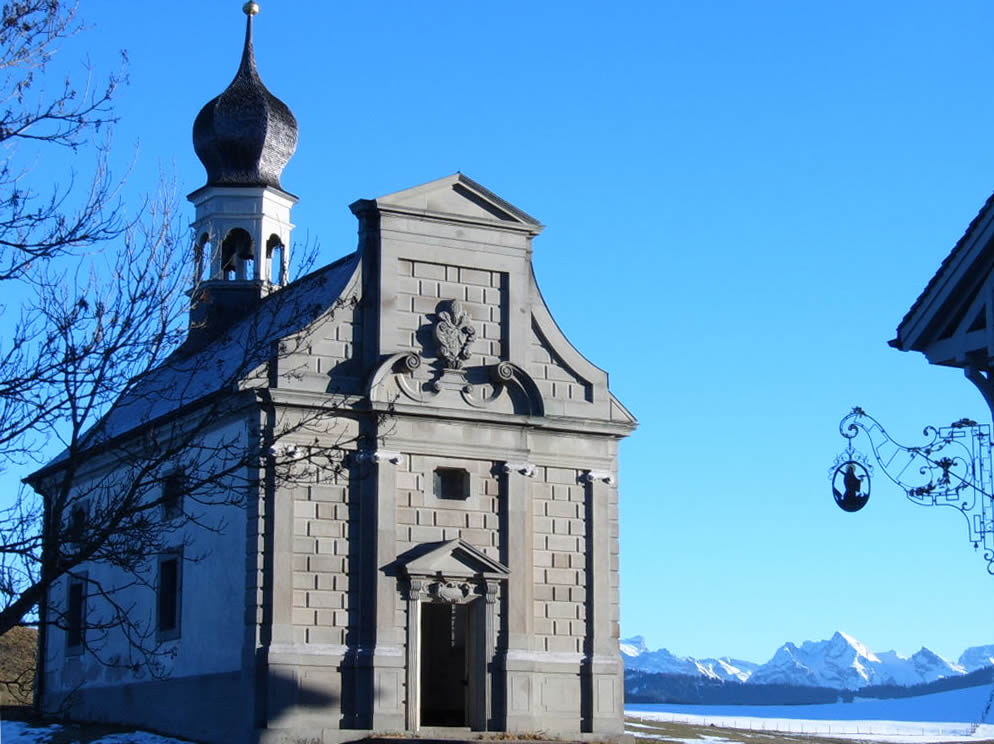
La chapelle de St. Meinrad entre Pfäffikon et Einsiedeln

La ViaJacobi à travers la Suisse est une partie du chemin de Compostelle européen longeant le pied des Alpes suisses. Les pèlerins venant de Constance débutent l'itinéraire suisse à Kreuzlingen au lac de Constance pour se diriger vers Einsiedeln, Brienz, Fribourg, Romont, Lausanne et finalement Genève. Une autre branche vers Einsiedeln débute à Rorschach pour les pèlerins venant de Brégence en Autriche. Les chapelles, les églises et les auberges s’alignent tout au long du parcours, offrant avec le paysage culturel varié, une expérience jugée formidable de la randonnée. De nombreux monuments religieux sont situés sur la ViaJacobi : l'Abbaye de Saint-Gall, l'Abbaye de Fischingen, le pont de bois Rapperswil-Hurden, l'Abbaye bénédictine d'Einsiedeln, la Chapelle mortuaire de Saint Nicolas de Flue, la Cathédrale Saint-Nicolas de Fribourg, l'Abbatiale de Payerne, la Cathédrale de Lausanne, la Cathédrale Saint-Pierre de Genève et des monuments naturels tels que le lac de Zurich, le lac des Quatre-Cantons, les lacs de Brienz et de Thoune, le trio Eiger-Mönch-Jungfrau et le lac Léman.
Depuis Genève la via Gebennensis mène au Puy-en-Velay.